# کودک کار در پاکستان
کودک کار در پاکستان (انگلیسی: Child labour in Pakistan) به کودکی در این کشور گفته می‌شود که برای کار کردن استخدام می‌شود و موجب آسیب دیدن قوای فیزیکی و معنوی و اجتماعی او می‌گردد. به‌کارگیری کودکان در پاکستان یکی از معضلاتی است که به این کشور و کودکان آن صدمه زده‌است.

## آمار

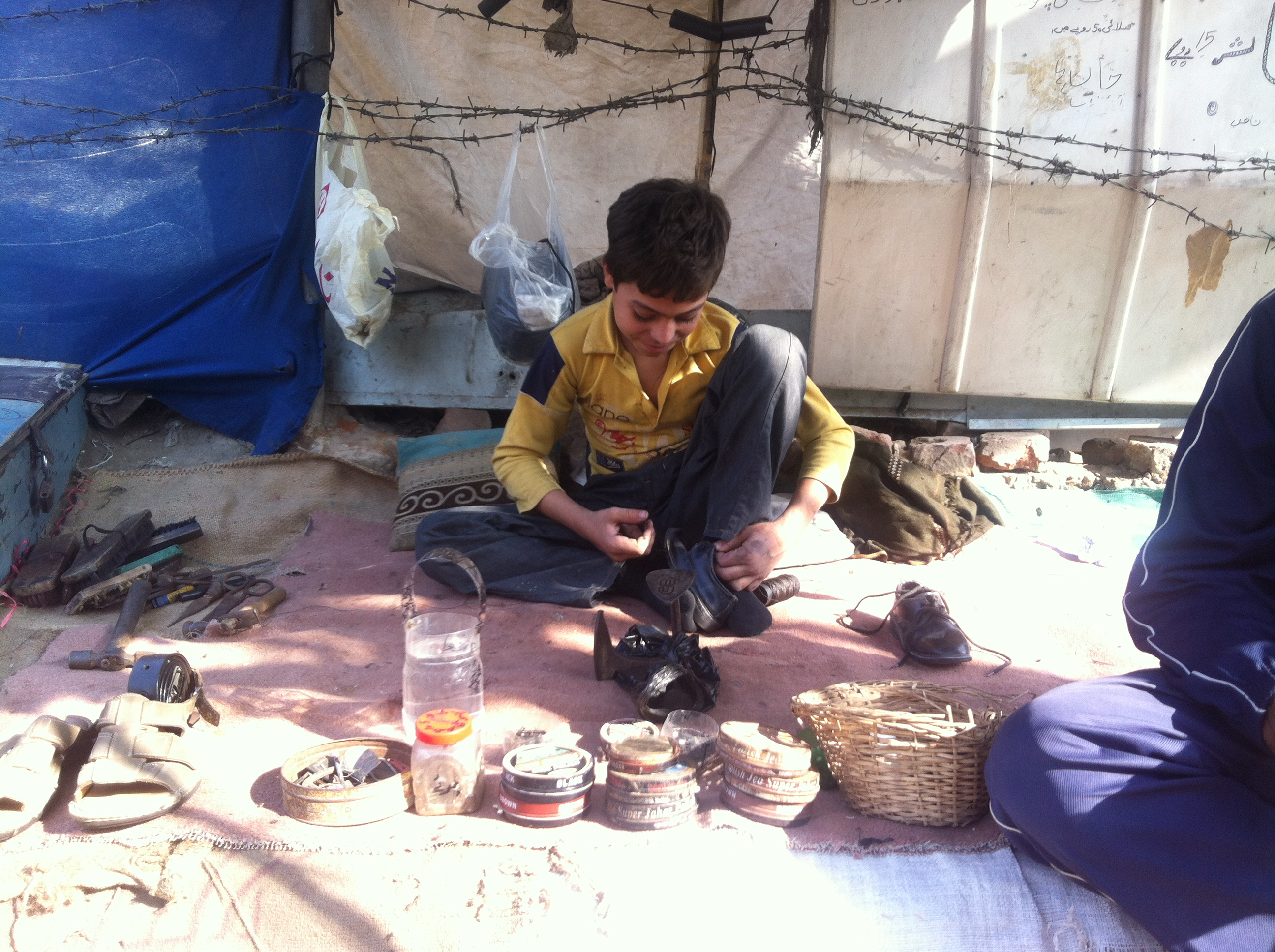
یک پسر پاکستانی کفاشی می‌کند

تعدادی بالغ بر ۱۱ میلیون کودک در سنین ۴ تا ۱۴ ساله کارخانه‌های کشور را می‌چرخانند و شرایط کاری این کودکان وحشتناک و زننده است. کمیسیون حقوق بشر پاکستان تعداد کودکان کار پاکستانی را در سال ۱۹۹۰ برابر با ۱۱ میلیون نفر برآورد کرد که سن نیمی از آنها کمتر از ده سال بود. در ۱۹۹۶ متوسط سن کودکانی که نیروی کار را تشکیل می‌دادند ۷ سال بود، کمتر از ۸ سال در ۱۹۹۴ بود. طبق برآوردها یک چهارم نیروی کار پاکستان را کودکان تشکیل می‌دهند. در شهر مولتان که مرکز صادرات است بکارگیری کودکان کار بیش از سایر مناطق متداول است.

## نوع کار

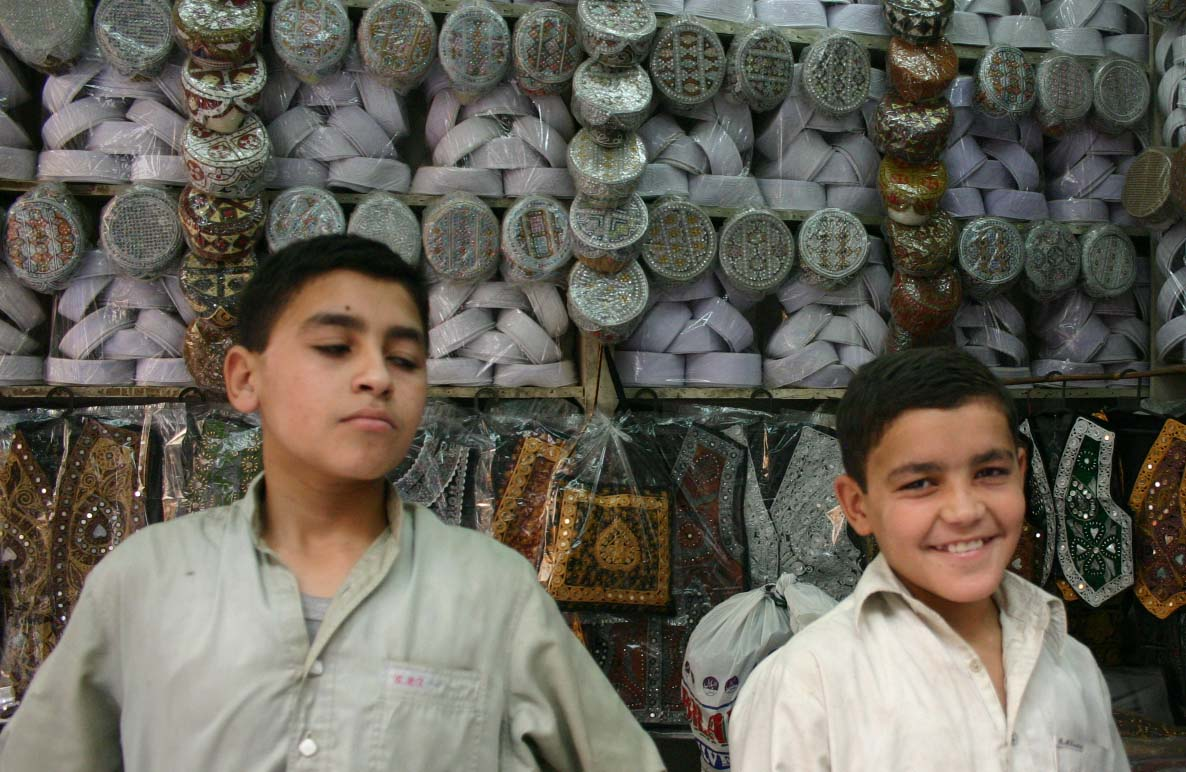
دو کودک کار در پاکستان

در شهر حیدرآباد پاکستان کودکان ۴ تا ۵ ساله برای ساخت جواهرات و دستبند به‌کار گرفته می‌شوند. آنها در مقابل ساخت ۱۲ مجموعه (که هر مجموعه دارای ۶۵ جواهر است) فقط مبلغ ۴۰ روپیه دریافت می‌کنند و این کار ۲ تا ۳ روز طول می‌کشد. این شرایط کار کودکان فقط در حیدرآباد نیست بلکه تمام پاکستان را شامل می‌شود. در شهر پنجاب طبق آمار اداره کار این شهر ۱۰۳۴۷ کوره آجرپزی وجود دارد که ۱۲۶۷۷۹ کودک در این کوره‌ها مشغول به کار هستند. در این شهر ۳۲۷۲۷ کودک به مدرسه نمی‌روند. ۷۱۳۷۳ کودک در صف رفتن به مدرسه هستند، که ۳۰۳۵۶ نفر آنها دختر و ۴۱۰۱۷ نفر بقیه پسر هستند. تعداد کودکانی که به مدرسه خصوصی می‌روند ۱۳۱۲۵ نفر می‌باشد، که از این تعداد ۷۴۳۸ نفر پسر و ۵۶۸۷ نفر دختر هستند. ۹۵۵۴ کودک هم در مؤسسات غیررسمی آموزشی تحصیل می‌کنند. در دسامبر ۲۰۱۴ اداره کار ایالات متحده لیست ۹ نوع کالاهای تولید شده با نیروی کار کودکان را منتشر کرد و اعلام کرد که ۶ نوع از این کالاها با کار کودکان پاکستانی تولید شده‌اند. این کالاها شامل آجر، قالی، النگوهای شیشه‌ای، چرم، ابزار جراحی و زغال‌سنگ است.

## علت‌ها و دلایل
سازمان بین‌الملی کار مهمترین علت روی آوردن کودکان به کار را فقر می‌داند. درآمد سرانه هر فرد در پاکستان تقریباً ۱۹۰۰ پوند است. درآمد یک نفر از طبقه متوسط روزانه ۶ پوند است. یک پاکستانی باید روزانه با درآمد خود ۹ تا ۱۰ نفر را غذا بدهد. به‌علاوه باید با یک تورم شدید مقابله کند. در سال ۲۰۰۸، ۱۷٫۲ درصد از جمعیت پاکستان زیر خط فقر بودند که در تاریخ پاکستان بی‌سابقه بود. این فقر موجب شد که کودکان برای کمک خرجی خانواده خود به کار فرستاده شوند. برای شرکتها هم به‌کارگیری کودکان با دستمزد کم موجب می‌شود که قیمت تمام شده محصولات آنها پایین بیاید و از قیمت محصولات کشورهایی که کار کودکان در آنها ممنوع است پائین‌تر باشد. در تحقیقاتی که توسط گروهی بنام اختر، فاطمه و سادات در بلوچستان انجام گرفت علت اصلی که کودکان در بخش ماهیگیری این منطقه به‌کار گرفته می‌شوند پائین بودن تحصیلات، نبودن چشم‌انداز شغل و عقب ماندگی آن ناحیه است. این محققان معتقدند که اگر سطح آموزشی در این ناحیه ارتقا یابد تعداد کودکان کار کمتر خواهد شد.

## سیاست دولت در مورد کودکان کار

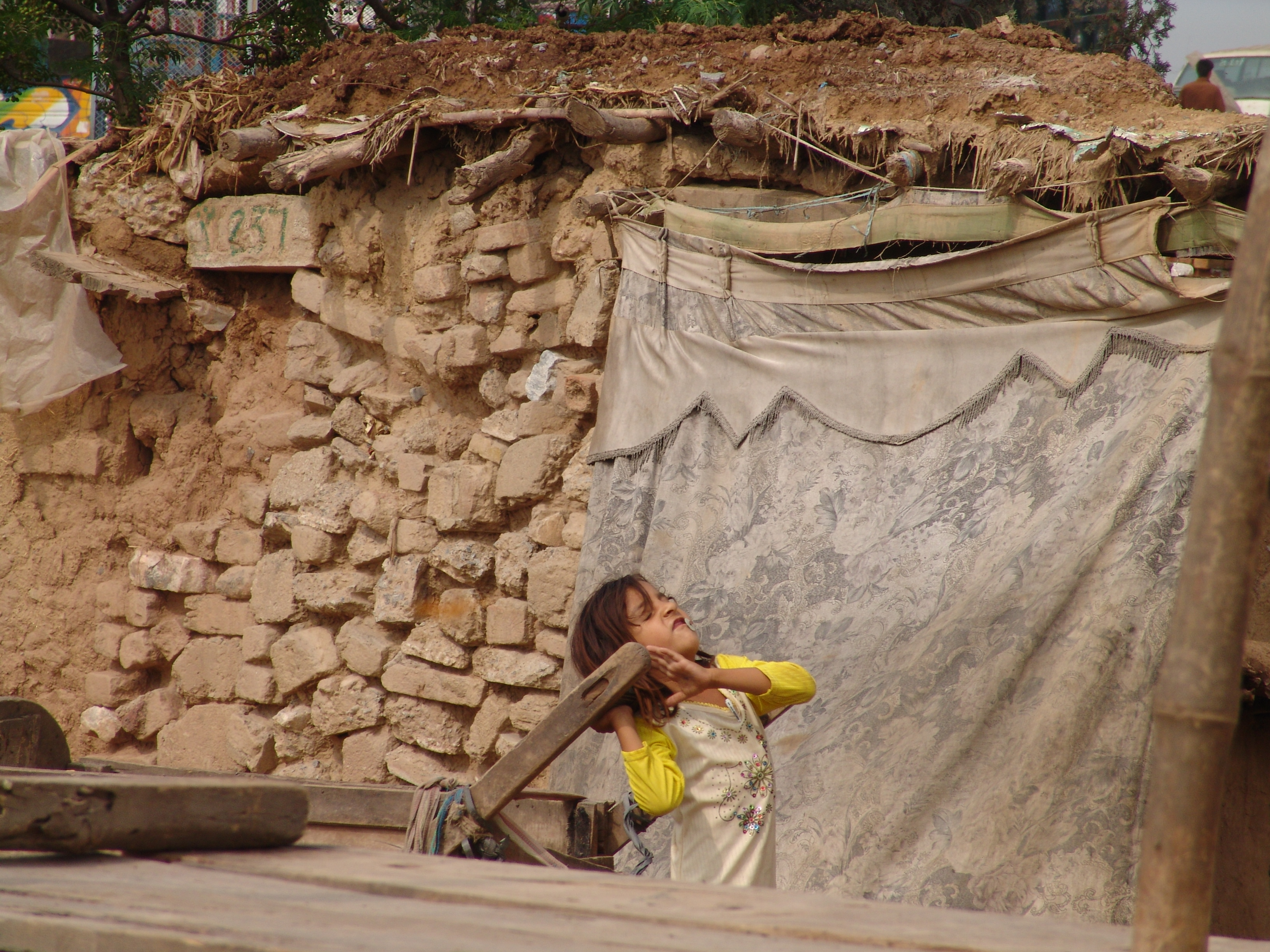
دختر پاکستانی به‌عنوان کودک کار کار می‌کند

دولت سعی کرده‌است با گذراندن قوانینی استفاده از کودکان را در کار محدود کند. قوانین و مقرراتی در مورد کودکان کار و شرایط به‌کارگیری نوجوانان در پاکستان وجود دارد از جمله:
- قانون کارخانه سال ۱۹۳۴.
- آئین‌نامه سال ۱۹۶۹ پاکستان غربی در مورد فروشگاه‌ها و مؤسسات.
- قانون تحصیلات اجباری پنجاب سال ۱۹۹۴.

ولی عموماً این قوانین نادیده گرفته می‌شوند. سازمانهای غیردولتی افکار عمومی پاکستان را نسبت به استثمار کودکان در کارخانه‌ها هوشیار کرده‌اند. در حال حاضر چند سازمان در تلاش هستند تا از تعداد کودکان کار در پاکستان کم کنند. کارخانه‌ها موظف هستند تا طبق برنامه‌های امنیتی اجتماعی، برای کودکانی که در آنها کار می‌کنند مدرسه و نیز خدمات پزشکی مجانی، فراهم کنند.